# نوبویوکی فور
نوبویوکی فور (ژاپنی: 不老 伸行؛ زادهٔ ۱ ژانویهٔ ۱۹۸۰) یک بازیکن فوتبال اهل ژاپن است.
از باشگاه‌هایی که در آن بازی کرده‌است می‌توان به باشگاه فوتبال ویسل کوبه اشاره کرد.